# Cyphonisia rastellata
Cyphonisia rastellata är en spindelart som beskrevs av Embrik Strand 1907. Cyphonisia rastellata ingår i släktet Cyphonisia och familjen Barychelidae. Inga underarter finns listade i Catalogue of Life.